# Capnia nigra
Capnia nigra is een steenvlieg uit de familie Capniidae. De wetenschappelijke naam van de soort is voor het eerst geldig gepubliceerd in 1833 door Pictet.